# Bandera de la Nación Guaraní
La bandera de la nación guaraní o bandera del pueblo guaraní es un símbolo vexilológico que representa a los indígenas guaraníes que habitan en la región chaqueña de Bolivia, distribuidos en los departamentos de Tarija, Chuquisaca y Santa Cruz.
Actualmente es la bandera del territorio autónomo Guaraní Charagua Iyambae, asimismo fue adoptada como símbolo departamental de Tarija.

Cada pueblo tiene también su propia bandera, pero hemos querido identificarnos primero con ésta.
Teófilo Murillo Bayard, secretario de Pueblos Indígenas

## Uso
Los guaraníes habitan en el Chaco boliviano, ubicándose territorialmente dentro de las provincias de los departamentos de:
- Departamento de Chuquisaca: Luis Calvo, Hernando Siles y Sud Cinti (orillas del río Pilaya y el río Pilcomayo, también en las localidades de El Palmar y San Francisco).
- Departamento de Santa Cruz: en el  suroeste y centro de la provincia Cordillera.
- Departamento de Tarija: O'Connor, Gran Chaco y Arce.

La presencia de guaraníes en Tarija también se extiende en zonas orientales de las provincias de: Méndez, Cercado y Aviles. Si bien los pueblos weenhayek (origen mataco-mataguayo) y los tapietes (origen incierto) son erróneamente englobados como guaraníes, la bandera es usada por ellos pero, al igual que la bandera de la flor del patujú, no es de uso frecuente.
Desde 2015, es izada en actos de la gobernación de Tarija, a lado de la bandera tricolor y la bandera departamental.
En 2020, fue adoptada como bandera oficial del territorio autónomo Guaraní Charagua Iyambae.

## Simbología
- El color celeste representa el entorno, la cultura, la libertad, el futuro, el aire, el cielo y los ríos.
- El color verde representa la biodiversidad, las serranías, las llanuras, la flora y fauna.
- El color café representa a la tierra, los territorios de los pueblos guaraníes y los recursos naturales de los subsuelos.[1]

## Otras banderas guaraníes

Bandera de los guaraníes Mbyás en Brasil.
Bandera de los guaraníes en Argentina y Paraguay.
Algunos pueblos guaraníes de Argentina y Paraguay adoptaron la wiphala como su bandera.
La bandera de la flor del patujú tiene como simbología la representación de los indígenas de los pueblos indígenas de tierras bajas de Bolivia.